# Mečys
Mečys ist ein litauischer männlicher Vorname, Verkürzung von Mečislovas (abgeleitet von Metschyslau).

## Personen
- Mečys Laurinkus (* 1951), Politiker und Diplomat, Mitglied des Seimas